# Citrobacter
Citrobacter é um gênero de bactérias Gram-negativas da família Enterobacteriaceae. São observáveis nos solos, águas, alimentos e esgotos.
Estas bactérias são isoladas de análises clínicas como agentes patogénicos - causadores de doença, podendo ser encontradas nas fezes dos humanos e animais (presumivelmente fazem parte da flora normal dos intestinos).
As espécies C. amalonaticus, C. koseri e C. freundii podem usar o citrato como única fonte de carbono. As espécies do gênero Citrobacter são diferenciadas a partir de sua capacidade de converter triptofano em indol, fermentar lactose e utilizar malonato. Uma destas bactérias desta família é a responsável por meningites neonatais.